# Александер-Синклер, Эдвин
Э́двин Алекса́ндер-Си́нклер (англ. Edwyn Alexander-Sinclair; 12 декабря 1865 — 13 ноября 1945) — британский адмирал (1927), известный своим участием в Ютландском сражении и интервенции на Балтийском море.

## Биография
Родился на Мальте, в 1879 году начал на службу в Королевском флоте. В 1890 году произведён в лейтенанты, и, побыв некоторое время флаг-офицером при адмирале Сеймуре, с 1900 года занимал командные должности на миноносцах английского флота, затем был начальником Морского колледжа в Осборн-хаусе. В 1911—1913 годах командовал линейными кораблями Гранд-Флита.
С началом Первой мировой войны Синклер стал командующим 1-й эскадрой лёгких крейсеров. В этой должности он принял участие в Ютландском сражении.
В конце 1918 года Синклер с эскадрой крейсеров был послан на Балтийское море для участия в Эстонской войне за независимость. Проведя несколько удачных операций, одна из которых закончилась пленением двух советских эсминцев («Автроил» и «Спартак»), эскадра Синклера была сменена более сильным отрядом адмирала Уолтера Кована. Кавалер эстонского Креста Свободы 1-й степени (26 марта 1920).
В 1922 году Синклер произведён в вице-адмиралы. В 1925—1926 годах был командующим Китайской станцией Британского флота. В 1930 году ушёл на пенсию.